# Stazione di Fès
La stazione di Fès o stazione di Fès Ville, è una moderna stazione ferroviaria del Marocco inaugurata il 27 novembre 2009, in sostituzione della vecchia stazione omonima, dopo un lavoro di rinnovo durato 28 mesi. Essa dispone di una sala viaggiatori e di un piazzale di 7.500 m², un parcheggio di una capacità di 100 posti e diversi esercizi commerciali che si estendono su 900 m².

## Storia

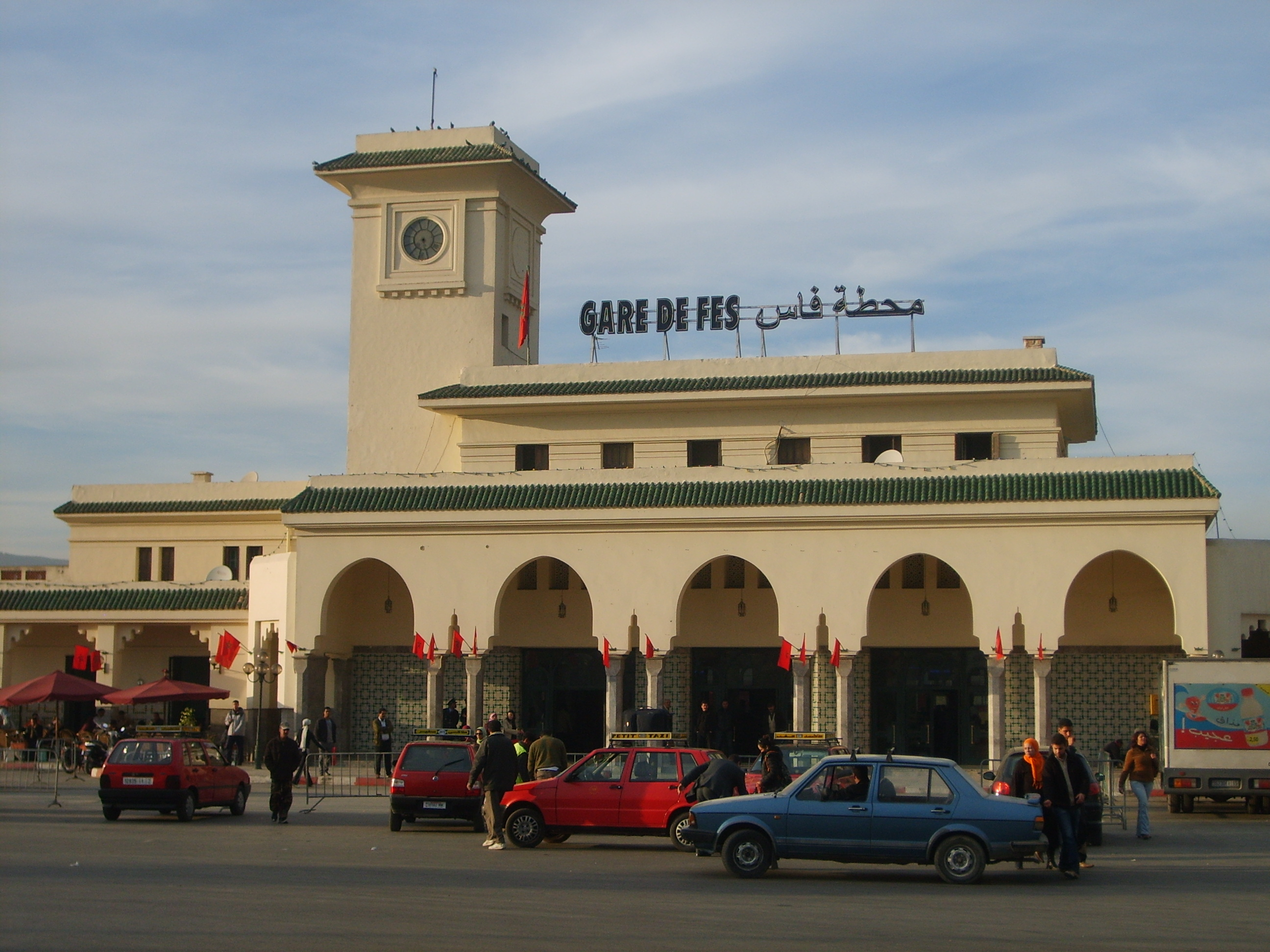
La vecchia stazione di Fes

La stazione venne inaugurata il 5 aprile 1923 come capolinea della tratta Sidi Kacem–Fes; nel 1932 divenne stazione di partenza della linea Fes–Taza. In seguito al potenziamento delle ferrovie deciso dal governo marocchino agli inizi degli anni 2000 la stazione è stata sostituita da una moderna struttura inaugurata il 27 novembre 2009.